# Viagem no tempo
A hipótese da viagem no tempo se refere ao conceito de mover-se para trás e/ou para frente através de pontos diferentes no tempo em um modo análogo à mobilidade pelo espaço-tempo. Algumas interpretações de viagem no tempo sugerem a possibilidade de viajar através de realidades paralelas. A possibilidade real de uma viagem no tempo é, hoje em dia, praticamente nula do ponto de vista prático, devido ao fato de que as partes responsáveis pela descoberta de meios para se efetuar uma viagem temporal não terem conseguido ainda produzir a suposta tecnologia capaz de possibilitar (ou resistir) a viagem. No entanto, a viagem no tempo é teoricamente possível, embora ainda não exista a tecnologia necessária para tal.
O conceito é constantemente abordado na ficção-científica, sendo que o mais famoso autor de obras sobre o tema é H. G. Wells.
No meio científico o tema da viagem no tempo é de circulação bastante discreta; supõe-se que, ou os cientistas são ridicularizados por pesquisarem seriamente um assunto que, se diz, seja infértil, ou os avanços na área, se existentes, são tão secretos que ninguém fala a respeito. No entanto, o estudo das viagens do tempo e de outras consequências das teorias da física pode mudar a nossa perspectiva sobre o universo.

## Viagem no tempo segundo a física
Atualmente, os físicos estão convencidos de que as viagens no tempo são muito improváveis. Esta crença é o resultado da aplicação da Navalha de Ockham. Qualquer teoria que permita viagens no tempo teria que resolver os problemas relacionados com causalidade, e na ausência de provas experimentais que demonstrem que as viagens do tempo são possíveis, é mais simples, do ponto de vista teórico, supor que não são.
De fato, Stephen Hawking teria sugerido que a ausência de turistas vindos do futuro é um excelente argumento contra a existência de viagens no tempo, mas talvez façamos parte de uma realidade que não converge para um futuro onde haja viagens no tempo, por isso não vemos 'turistas temporais'. Em outras realidades paralelas, onde haja futuros que convergem para tecnologias de viagem no tempo, os 'turistas temporais' serão vistos.
Outra hipótese seria a de que, concordando com Stephen Hawking, a máquina do tempo ainda não foi inventada e os turistas só podem retroceder no tempo até a data da ativação de tal máquina. No entanto, existem soluções da Teoria Geral da Relatividade de Einstein que permitem viagens no tempo, porém apenas para o futuro  (como a famosa solução encontrada por Kurt Gödel), todavia, algumas destas soluções exigem que o universo tenha características que não parece ter. Se fosse possível viajar mais rápido que a luz, então, de acordo com a teoria da relatividade, as viagens no tempo para o passado seriam realmente possíveis.
Outra possibilidade sendo a quantidade de energia requerida muito grande, mesmo para transportar um simples elétron, seria necessário que ele se deslocasse a velocidade da luz; o que equivale a massa de uma estrela. Para objetos maiores é impossível, pois manter uma passagem de um metro de diâmetro aberta por um intervalo de frações de segundo requer aproximadamente a energia de 10 bilhões de estrelas concentrada em um ponto com o diâmetro de uma pepita de Planck no mesmo intervalo de tempo.
Os cientistas adeptos da Mecânica Quântica Heterodoxa argumentam que a mente existe além da realidade física. Segundo David Bohm e F. David Peat, na 'Ordem Implícita' ela poderia portanto viajar no tempo, pelo fato de que todas as possibilidades estão contidas nesta ordem e que toda a realidade contida na ordem explícita é um reflexo desta ordem. Mas surgiria outro problema: se a mente é algo etéreo que utiliza o cérebro como utilizamos o computador, então ao viajar no tempo não lembraríamos de nada, nem quem somos. Nós somos autoconscientes, porque nós acessamos a todo instante as nossas memórias. Se os blocos de memória são materiais, ao chegar no passado, como saberemos que viajamos no tempo. Não poderemos acessar do passado, as memórias que ficaram lá no nosso futuro. As memórias são feitas de um número incontável de moléculas. Se um elétron não pode, imaginem partes do cérebro.
Os famosos buracos de minhoca podem funcionar, mas eles não explicam como impedir que a entropia do Universo no futuro atravesse o buraco de minhoca para o Universo do passado, pois a entropia do Universo aumenta continuamente no tempo e com certeza haverá mais entropia no futuro. Somente a viagem da mente seria possível, pois não haveria a violação do princípio de conservação de energia. Se admitirmos que é possível mandar objetos materiais ao passado, teremos que admitir uma perda de massa no nosso futuro e um ganho de massa no nosso passado, ou no outro passado alternativo. Teríamos que teorizar um fenômeno que aceitasse este paradoxo. Segundo Kip thorne, esta abordagem para viagem no tempo, principalmente para o passado, tem uma base teórica muito forte, mas como dito anteriormente, esbarra no problema da entropia, cuja quantidade aumenta com o tempo, e é diferente para momentos do passado e futuro. Eliminar o problema da entropia não é viável para a abordagem ontológica da questão de viagem ao passado, pois a evolução do Universo indica, segundo Stephen Hawking, se a teoria do buraco negro estiver correta e entendermos o Universo como um buraco negro, que a entropia crescente contribui para a dilatação do horizonte em fuga e a crescente expansão do Cosmos, pois o horizonte de eventos é proporcional a quantidade de entropia e armazena a mesma.
A teoria do multiverso emerge, quando admitimos que a viagem ao passado é possível, devido ao fato de que alteramos o futuro ao viajarmos ao passado. Mas como o futuro que deixamos continua, então devemos admitir que criamos um futuro alternativo, independente daquele que deixamos. Por outro lado, os paradoxos surgem, porque a construção do fenômeno, tendo por base a nossa percepção e cultura, cria barreiras epistemológicas, tanto pela contaminação cultural, quanto pelos ruídos metafísicos provocados pelas nossas limitações conceituais e linguísticas. Não há raciocínio e linguagem suficientemente complexa para construir este fenômeno e realizar as inferências necessárias nos objetos conceituais deste novo domínio. O senso comum sempre imaginará a viagem ao passado, com pessoas inteiras, máquinas e naves espaciais. Mas se realizarmos uma revolução na maneira de construir a fenomenologia, com certeza um dia acharemos um modo de ao menos enviar mensagens e algoritmos para um passado, onde haja dispositivos que possam recebê-los, principalmente pelas novas dimensões da realidade proporcionadas pelo ciberespaço e pela interação homem-máquina. Se realidade é tudo que se percebe, então pode-se dizer que um jogo proporcionando audição, dor, olfato, calor, frio, dor, tato, e cujo ambiente virtual interage com o jogador, assim como modificamos a natureza, no mundo 'real', então podemos dizer que o jogo é uma 'realidade' do qual o jogador faz parte. Deste modo, quem sabe, seja possível a construção de um passado virtual, onde o viajante possa viver e modificar, conforme a sua vontade. Esta seria um tipo de abordagem útil para o problema.
Um exemplo simples do nosso cotidiano: um pedaço de carne colocado no freezer, no dia 10 de dezembro de 2014, terá uma redução drástica de suas reações químicas que levam à decomposição, devido a diminuição da velocidade do processo. Este pedaço de carne fica durante um ano no freezer, houve alguma mudança na composição da carne, mas bem menos do que se ficasse fora do congelamento. Digamos que a carne nem percebeu a passagem do tempo. Do ponto de vista da carne, ainda é 10 de dezembro de 2014, mas para o ponto de vista de quem vê, já se passou um ano. Neste momento você está de posse de um objeto que 'existe' em 2014 e não em 2015. Pelo positivismo, você e todo o Universo viajaram para o passado, ou o pedaço de carne avançou um ano em um piscar de olhos. Este é apenas um exemplo do cotidiano que prova a viagem ao passado, com uma quantidade menor de energia. Neste fenômeno, o elo mais significativo é a energia; a mesma para todo o Universo viajar para 2014, ou o bife viajar para 2015. A dificuldade só está no modo como se constrói a realidade.
O mesmo acontece quando se 'interpreta' a Teoria da Relatividade, uma grande revolução na maneira de se encarar a realidade. Quando a velocidade aumenta, a dilatação temporal também aumenta na mesma proporção, mas o tripulante da nave não viajou para o futuro. Apenas as partículas e moléculas, que são relógios na prática, ficaram mais lentas e, assim como o bife, não percebem a passagem do tempo. Quando a nave para, o tripulante percebe que 'viajou' no tempo, assim como o bife que é retirado do freezer em 2015. O bife não 'viajou' para o futuro, ele apenas está no futuro. A maior dificuldade com velocidades sub-luz, a fim de colocar em prática a viagem no tempo para o futuro, mesmo que seja possível um dia alcançar estas velocidades, está relacionada com a dilatação do tempo a bordo, o que inviabiliza a aceleração e a desaceleração. Por exemplo: para que uma nave à velocidade de 230 mil km/s pare, são necessários dois meses de desaceleração, na perspectiva de um observador externo é um tempo bem menor para o tripulante da nave, que sentirá uma desaceleração bem maior, sem contar que os cálculos de aceleração, desaceleração e queima de combustível deverão, também, ser feitos em um tempo bem menor. A engenharia astronáutica também está começando nesta área, porque os efeitos de dilatação do tempo para os motores ainda não são conhecidos e geram questionamentos, tais como: o combustível necessário para toda a viagem, será todo queimado no curto intervalo de tempo a bordo? O rendimento do motor aumenta em velocidades sub-luz?
Com a evolução da física teórica, matemática pura e aplicada, estatística, neurociência e ciência da computação, haverá a possibilidade de se projetar máquinas que trabalhem com entrelaçamento de fótons e tabelas de correlações que permitirão tudo o que a mente imaginar. O indivíduo será bio-cibernético. Ninguém discutirá esta questão, assim como na atualidade não questionamos coisas que eram ficção a 40 anos atrás.
Segundo Brian Greene, a unificação de todas as forças possibilitará um maior entendimento sobre a 'textura' do espaço-tempo. O homem resolverá os constituintes básicos do espaço e do tempo, porque as atuais equações não permitem avançar além do raio de Plank, onde distância e tempo perdem o sentido. Com a construção de uma base teórica sólida, que incorpore a Teoria das Cordas, a Teoria dos Laços e a Gravitação Quântica entre outras, a viagem no tempo ao passado ficará cada vez mais próxima, seja qual for a abordagem.

## 1ª possibilidade
Os buracos de minhoca foram propostos como vias para viajar no tempo. Um buraco de minhoca funcionaria hipoteticamente da seguinte forma: o buraco de minhoca é criado de alguma forma. Uma das extremidades do buraco de minhoca é acelerado até velocidades próximas da luz, talvez com a ajuda de uma nave espacial sofisticada, e em seguida desacelerado até à velocidade original. Devido à dilatação do tempo, na parte acelerada do buraco de minhoca o tempo passou muito mais devagar. Um objeto que entra no buraco de minhoca a partir da parte não acelerada viajará até ao outro lado até o passado.
Este método tem uma limitação: não é possível viajar a épocas anteriores à criação da máquina; na prática, forma-se uma espécie de túnel para uma região que ficou relativamente parada no tempo, mas não se cria uma máquina capaz de viajar a qualquer época que se deseja. Isto explicaria por que a observação de Stephen Hawking exposta acima não é correta: não vemos os turistas do tempo porque, teoricamente, eles só poderiam viajar até à época em que o primeiro buraco de minhoca foi criado, e isso ainda não aconteceu.
Porém criar um buraco de minhoca não é uma tarefa fácil. A energia necessária para criar um buraco de minhoca suficientemente grande e estável para lá caber uma nave espacial e para mover uma das suas extremidades a grandes velocidades é várias ordens de grandeza maior que a energia que o Sol produz ao longo da sua vida.
E a matéria necessária para criar um buraco de minhoca pode nem existir. Um buraco de minhoca teria que ser construído com uma substância conhecida por matéria exótica, ou matéria negativa, cuja existência ainda não foi comprovada, apesar de ninguém ainda ter provado que não existe numa forma útil para criar buracos de minhoca (mas ver efeito Casimir). Sendo assim, é improvável que um buraco de minhoca venha alguma vez a ser construído, mesmo por uma civilização tecnicamente muito mais avançada que a nossa.

## 2ª possibilidade
Outro método que poderá permitir as viagens no tempo é a rotação de um cilindro. O cilindro tem que ser longo, denso e deve rodar à volta do seu eixo a velocidades elevadas. Se uma nave seguir um percurso em forma de espiral em torno do cilindro conseguirá viajar para trás no tempo. No entanto, a densidade e as velocidades necessárias são tão elevadas que não existe nenhum material suficientemente forte para construir o cilindro. Um mecanismo semelhante poderá ser construído a partir de uma corda cósmica, mas não são conhecidas cordas cósmicas e nem parece ser possível construí-las.
O físico Robert Forward notou que uma aplicação ingênua de relatividade geral para mecânica quântica sugere uma outra maneira para construir uma máquina do tempo. Um próton num forte campo magnético iria se deformar num cilindro, cuja densidade e "spin" seriam suficientes para construir uma máquina do tempo. Raios gama projectados no cilindro possivelmente iriam permitir que informação (não matéria) fosse emitida para trás do tempo.
No entanto, tudo indica que, até a concepção de uma única teoria combinando relatividade e mecânica quântica, não se terá a menor ideia se tal especulação é ou não absurda.

Tem sido sugerido que a teleportação quântica ou o paradoxo de EPR poderão ser utilizados para comunicações transmitidas a velocidades superiores à da luz. No entanto, estas experiências são apenas novos métodos de transmitir informação quântica, e não permitem transmitir informação clássica. A confusão entre as duas formas de informação tem sido espalhada pela cobertura jornalística das experiências de teleportação e não tem fundamento.
A teoria especial da relatividade de Einstein permite viagens no tempo para o futuro devido à dilatação do tempo. Para isso basta que o viajante acelere até atingir velocidades próximas à da luz. Apesar de não se saber com certeza se é possível voltar à época inicial, o dr. Ronald Mallett alega estar à beira da construção de uma máquina que permita viagens ao passado e futuro. O dr. Mallet expôs suas teorias no documentário The World's First Time Machine, do Discovery Science.

## 3ª possibilidade
Recentemente uma nova teoria foi proposta, ela propõe que existem partículas que podem viajar mais rápido que a própria Luz, essas partículas foram apelidadas de Táquions.
Tudo começou com uma equipe de físicos que alegou que neutrinos viajaram mais rápido que a luz. No fim, era só um cabo solto em um dos equipamentos, que causou erros de medição. Agora, uma nova alegação está sendo feita que relaciona os neutrinos com a velocidade da luz. Desta vez, um professor recentemente aposentado disse que neutrinos e táquions são a mesma coisa, e que podemos provar isto não medindo a velocidade do neutrino, mas sua massa. O neutrino é uma partícula neutra, com massa mínima, proposta primeiro em 1930 por Wolfgang Pauli para equilibrar a equação do decaimento do nêutron, que produziria um próton, um elétron e um neutrino. Só que a partícula seria praticamente indetectável, de tão pequena que é sua massa.
O táquion é uma partícula que tem massa imaginária, ou seja, representada por aquela classe de números que elevados ao quadrado resultam em um número negativo. Mas não é só esta a esquisitice dos táquions – eles são produzidos a velocidades superiores à da luz, e precisam de energia infinita para serem desacelerados até a velocidade da luz. Se isso for verdade será não só possível viajar para o futuro, mas como também enviar mensagens para o passado já que a sua velocidade ultrapassaria a da luz.
A teoria vem perdendo forças, já que a mesma anularia de certa forma a Teoria da Relatividade Geral de Einstein, já que um corpo nunca conseguiria atravessar a velocidade da luz por conta de sua massa que seria infinita.

## Viagens no tempo na ficção científica
As viagens no tempo são um tema frequente na ficção científica. O tratamento que a ficção científica dá às viagens do tempo pode ser dividida em duas categorias principais:
1. A História é consistente e nunca poderá ser mudada
1.1 Os personagens não têm controle sobre a viagem no tempo (efeito Morphail).
1.2 Aplica-se o princípio de auto-consistência de Novikov (do Dr. Igor Novikov, Professor de Astrofísica da Universidade de Copenhague)
1.3 A alteração do passado não muda a História, mas cria uma História paralela. (Avengers: Endgame)
2. A História pode ser alterada
2.1 A História tem uma grande resistência à mudança
2.2 A História pode ser mudada facilmente (Back to the Future)

A cada uma destas categorias correspondem os universos de Tipo 1 e de Tipo 2. As viagens num universo de tipo 1 não provocam paradoxos, embora os eventos em 1.3 possam parecer paradoxais.
Na situação 1.1, as leis da física limitam as viagens do tempo de modo a que os paradoxos não sejam possíveis. Se alguém tentar criar um paradoxo, deixa de ser capaz de controlar a viagem no tempo e acontecem coisas inesperadas. Michael Moorcock descreve uma forma deste princípio e chama-o "efeito Morphail".
Na situação 1.2, o princípio de auto-consistência de Novikov afirma que a existência de um método para viajar no tempo obriga que os acontecimentos permaneçam auto-consistentes (i.e. sem paradoxos). As tentativas para violar a consistência estão condenadas ao fracasso, mesmo que tenham que ocorrer acontecimentos bastante improváveis.
Exemplo: o personagem possui um aparelho que permite o envio de um único bit de informação para um momento preciso no tempo. O personagem recebe esse bit às 10:00:00 PM, mas não recebe mais nenhum durante 20 segundos.  Se o personagem enviar um bit para as 10:00:00 PM tudo corre normalmente: o bit é recebido. Mas se ele enviar um bit para as 10:00:15 PM (um momento em que nenhum bit foi recebido), o transmissor não funcionará. Ou o personagem não o receberá por estar distraído por outros eventos. Um excelente exemplo deste tipo de universo pode ser encontrado no romance literário Timemaster de Robert Forward.
Na situação 1.3, os eventos que aparentam ter causado um paradoxo criam na realidade uma nova linha do tempo. A antiga linha do tempo continua a existir. O viajante no tempo abandonou essa linha do tempo e encontra-se agora em outra. O problema desta explicação é que viola o princípio da conservação de massa e energia. Se o viajante abandona um universo para entrar em outro, o universo original perde massa. Por isso, o mecanismo de viagem no tempo envolve provavelmente uma troca de massas entre universos.
Num universo em que as viagens no tempo são permitidas mas não se permitem paradoxos, o momento presente é o passado de um observador futuro, todos os eventos estão fixos e não há livre arbítrio (apesar de existir a ilusão de livre arbítrio). A História é como uma fita de um filme onde tudo já está fixo.
As viagens do tempo num universo de tipo 2 são mais difíceis de explicar. O maior problema consiste em explicar como é que mudanças no passado não parecem mudar significativamente a História. Uma explicação possível sugere que logo que a História é mudada, todas as memórias são automaticamente alteradas de modo a reflectir essa mudança. Nem o personagem que muda a História perceberá de tê-lo feito porque não se lembraria do como as coisas eram antes de sua alteração, porém também existe a possibilidade do sujeito lembrar de sua antiga linha do tempo, enquanto os outros que não participaram da viagem não teriam ideia, porém, a segunda opção provavelmente seria bastante problemática.
Num universo destes seria muito difícil a um personagem saber se vive num universo de tipo 1 ou tipo 2. No entanto, ele poderia descobrir que está num universo de tipo 2 através das evidências seguintes: a) é possível viajar no tempo e b) as evidências sugerem que a História nunca mudou como resultado de ações tomadas por alguém que se lembre delas, embora existam provas de que as pessoas estão sempre a mudar a sua própria linha do tempo.
Larry Niven sugere que num universo tipo 2.1 a melhor forma do universo "corrigir" as alterações da História consiste em impedir a descoberta de formas de viajar no tempo, e que num universo de tipo 2.2, um número muito grande (ou mesmo infinito) de viajantes vão causar um número infinito de mudanças na História até que esta se estabilize em uma versão na qual formas de viajar no tempo não seriam descobertas.
Uma variante dessa modalidade está no "Fim da Eternidade", de Isaac Asimov, onde as mudanças na História causam desvios mas depois se ajustam a uma linha-mestra. A depender da alteração, pode ser um desvio ínfimo, ou um de séculos, mas existiria uma espécie de inércia no percurso da História.
Em muitos livros de ficção científica, as viagens são feitas com máquinas do tempo, mas em alguns casos, as viagens são feitas graças aos poderes mentais dos personagens, como no livro Time And Again de Jack Finney. No livro de Poul Anderson,There Will Be Time, no filme Efeito Borboleta e no seriado Journeyman, viajar no tempo é uma capacidade inata que só alguns possuem.